# 迈尔斯·墨菲
迈尔斯·墨菲（英語：Miles Murphy，1967年5月19日—），澳大利亚男子田径运动员。他曾代表澳大利亚参加1986年英联邦运动会田径比赛，获得一枚银牌。他也曾参加1988年夏季奥林匹克运动会。